# Tir à l'arc aux Jeux méditerranéens de 2022
 (juin 2022).
Si vous disposez d'ouvrages ou d'articles de référence ou si vous connaissez des sites web de qualité traitant du thème abordé ici, merci de compléter l'article en donnant les références utiles à sa vérifiabilité et en les liant à la section « Notes et références ».
Navigation
Édition précédente
Les compétitions de tir à l'arc des Jeux méditerranéens de 2022 ont lieu du 29 juin au 1er juillet 2022 à Oran, en Algérie.

## Nations participantes

### Masculines
- Albanie
- Algérie
- Croatie
- Chypre
- Égypte
- Espagne
- France
- Grèce
- Italie
- Kosovo
- Liban
- Libye
- Portugal
- Saint-Marin
- Slovénie
- Serbie
- Tunisie
- Turquie

### Féminines
- Algérie
- Chypre
- Égypte
- Espagne
- France
- Grèce
- Italie
- Libye
- Serbie
- Slovénie
- Tunisie
- Turquie

## Médaillés
| Épreuve            | Or                                                         | Argent                                                  | Bronze                                               |
| ------------------ | ---------------------------------------------------------- | ------------------------------------------------------- | ---------------------------------------------------- |
| Individuel hommes  | Federico Musolesi (ITA)                                    | Mete Gazoz (TUR)                                        | Mauro Nespoli (ITA)                                  |
| Par équipes hommes | France Iban Bariteaud Nicolas Bernardi Romain Fichet       | Espagne Pablo Acha Miguel Alvariño Daniel Castro        | Turquie Samet Ak Mete Gazoz Muhammed Yıldırmış       |
| Individuel femmes  | Leyre Fernández (ESP)                                      | Lucilla Boari (ITA)                                     | Anaëlle Florent (FRA)                                |
| Par équipes femmes | Turquie Yasemin Anagöz Ezgi Başaran Gülnaz Büşranur Coşkun | Italie Tatiana Andreoli Lucilla Boari Chiara Rebagliati | France Anaëlle Florent Lucie Maunier Laurena Villard |
| Par équipes mixtes | Turquie Yasemin Anagöz Mete Gazoz                          | Italie Lucilla Boari Mauro Nespoli                      | Espagne Elia Canales Miguel Alvariño                 |

## Tableau des médailles
| Rang  | Nation  | Or | Argent | Bronze | Total |
| ----- | ------- | -- | ------ | ------ | ----- |
| 1     | Turquie | 2  | 1      | 1      | 4     |
| 2     | Italie  | 1  | 3      | 1      | 5     |
| 3     | Espagne | 1  | 1      | 1      | 3     |
| 4     | France  | 1  | 0      | 2      | 3     |
| Total | Total   | 5  | 5      | 5      | 15    |